# La Ferrière, Côtes-d'Armor
La Ferrière är en kommun i departementet Côtes-d'Armor i regionen Bretagne i nordvästra Frankrike. Kommunen ligger i kantonen La Chèze som tillhör arrondissementet Saint-Brieuc. År 2018 hade La Ferrière 453 invånare.

## Befolkningsutveckling
Antalet invånare i kommunen La Ferrière
Referens:INSEE